# Tetraponera liengmei
Tetraponera liengmei är en myrart som först beskrevs av Auguste-Henri Forel 1894.  Tetraponera liengmei ingår i släktet Tetraponera och familjen myror. Inga underarter finns listade i Catalogue of Life.